# Bill Johnston
William M. "Little Bill" (eller bara "Bill") Johnston, född 2 november 1894, San Francisco, Kalifornien, USA, död 1 maj 1946. Amerikansk tennisspelare.
Johnston var en av världens tio bästa spelare perioden 1915-26. Han var världsetta 1915 och 1919. Under karriären vann han 7 titlar i Grand Slam-turneringar, varav 3 i singel, 3 i dubbel och en i mixed dubbel.
Bill Johnston upptogs 1958 i International Tennis Hall of Fame.

## Tenniskarriären
Det har sagts att "Little Bill Johnston" hade oturen att vara samtida med den kanske störste tennisspelaren genom tiderna, "Big Bill Tilden" och kom under en stor del av sin aktiva karriär att stå i skuggan av denne. År 1919 lyckades Johnston visserligen besegra Tilden i finalen i Amerikanska mästerskapen, främst genom att utnyttja dennes svaghet på backhandsidan. Säsongen därpå, 1920, liksom 4-årsperioden 1922-25, möttes de båda i final i Amerikanska mästerskapen, och Tilden vann samtliga gånger. Denne hade nämligen inför säsongen 1920 specialtränat sin backhand, för att kunna besegra Johnston. Särskilt minnesvärd var finalen i Amerikanska mästerskapen 1922, då Johnston ledde över Tilden med 2-1 i set, och ledde med 3-0 i det fjärde. Trots ett massivt publikstöd för Johnston, lyckades Tilden vända matchen och vinna över fem set (4-6, 3-6, 6-2, 6-3, 6-4).
År 1923, i Tildens frånvaro, dominerade Johnston Wimbledonmästerskapen och vann finalen över amerikanen Francis Hunter med 6-0, 6-3, 6-1.
Sina tre dubbeltitlar i Amerikanska mästerskapen vann Johnston tillsammans med landsmannen Clarence Griffin. Mixed dubbeltiteln vann han i par med Mary Browne. 

### Johnston som Davis Cup-spelare
Bill Johnston utgjorde tillsammans med Bill Tilden under 1920-talets sex första år "kärnan" i ett då oslagbart Davis Cup-lag. Laget vann under perioden samtliga Challenge Rounds och besegrade därvid lag från Australien, Japan och Frankrike. Johnston vann 11 av 14 singelmatcher i dessa finaler.

## Spelaren och personen
Bill Johnstons tennisintresse började tidigt när han tittade på tennis som spelades i the "Golden Gate Park" i San Francisco. Vid 12 års ålder började han träna tennis. Han har berättat att han från början använde "Western grepp" som lämpade sig särskilt för det underlag av cement han lärde sig spela på. Han behöll detta under hela karriären, och han hade därmed ett av de bästa forehandslagen någonsin. Han slog det med kraftig topspin och med stor säkerhet. Backhand slog han med den äldre tekniken att använda samma sida av racketen som vid forehandslag. Den tekniken används fortfarande i den japanska spelvarianten soft-ball tennis.
Johnston var liten till växten (1,70 m) och var oftast fysiskt underlägsen sin motståndare. Han var dock en "lejonhjärtad" fighter, som kompletterade sina förnämliga grundslag med en likaledes effektiv volleyteknik, ofta på halvdistans. Johnston spelade aggressivt och försökte alltid slå vinnande slag. Han förlitade sig sällan på poängvinst genom motståndarens misstag. Dessa egenskaper gjorde honom till en mycket svårslagen spelare.
Johnston led av vacklande hälsa efter att ha tjänstgjort i flottan under första världskriget, och efter säsongen 1927 slutade Johnston spela tävlingstennis.

## Grand Slam-finaler, singel (9)

### Titlar (3)
| År   | Mästerskap                   | Finalmotståndare   | Setsiffror          |
| 1915 | Amerikanska mästerskapen     | Maurice McLoughlin | 1-6, 6-0, 7-5, 10-8 |
| 1919 | Amerikanska mästerskapen (2) | Bill Tilden        | 6-4, 6-4, 6-3       |
| 1923 | Wimbledonmästerskapen        | Francis Hunter     | 6-0, 6-3, 6-1       |

### Finalförluster (Runner-ups) (6)
| År   | Mästerskap               | Finalmotståndare        | Setsiffror               |
| 1916 | Amerikanska mästerskapen | Richard Norris Williams | 6-4, 4-6, 6-0, 2-6, 4-6  |
| 1920 | Amerikanska mästerskapen | Bill Tilden             | 1-6, 6-1, 5-7, 7-5, 3-6  |
| 1922 | Amerikanska mästerskapen | Bill Tilden             | 6-4, 6-3, 2-6, 3-6, 4-6  |
| 1923 | Amerikanska mästerskapen | Bill Tilden             | 4-6, 1-6, 4-6            |
| 1924 | Amerikanska mästerskapen | Bill Tilden             | 1-6, 7-9, 2-6            |
| 1925 | Amerikanska mästerskapen | Bill Tilden             | 6-4, 9-11, 3-6, 6-4, 3-6 |

## ÖvrigaGrand Slam-titlar
- Amerikanska mästerskapen
  - Dubbel - 1915, 1916, 1920
  - Mixed dubbel - 1921